# Просторная улица (Москва)
Просто́рная у́лица — улица в Восточном административном округе города Москвы. Расположена между Краснобогатырской улицей и Халтуринским проездом. Является границей между двумя районами: дома, расположенные по чётной стороне улицы, входят в район Преображенское, а по нечётной — в Богородское.

## История
Ранее части улицы носили названия Воскресенская улица, Кладбищенский проезд и улица Архипова. 17 декабря 1925 года улице было присвоено нынешнее название Просторная улица. Оно связано с тем, что к ней в 1920-е годы примыкали большие незастроенные территории. В конце 1970-х годов в состав улицы вошёл упразднённый Алымов проезд, ставший её начальным звеном.

## Здания и сооружения
- Дом № 3 — Международное учреждение здравоохранения и дополнительного образования «Научно-исследовательский институт клинической медицины»
- Дом № 7 — завод «Микромашина» (ОАО «Микма») (снесён в 2019 году). По этому адресу теперь расположен 31-32-этажный жилой комплекс «Просторная 7» из двух корпусов.
- Дом № 14, корпус 1 — огромный 14-этажный кирпичный жилой дом (10 подъездов, 633 квартиры). Построен по индивидуальному проекту в 1971 году для сотрудников Госснаба СССР; заселение началось в марте 1972 года. Местные жители за некоторое сходство со знаменитой парижской крепостью-тюрьмой называют этот дом «Бастилией»[4].

## Транспорт
- Трамваи № 13, 36;
- Автобусы № 80, 86, 265.